# Проміжне вирішення стратегічних авіаперевезень НАТО

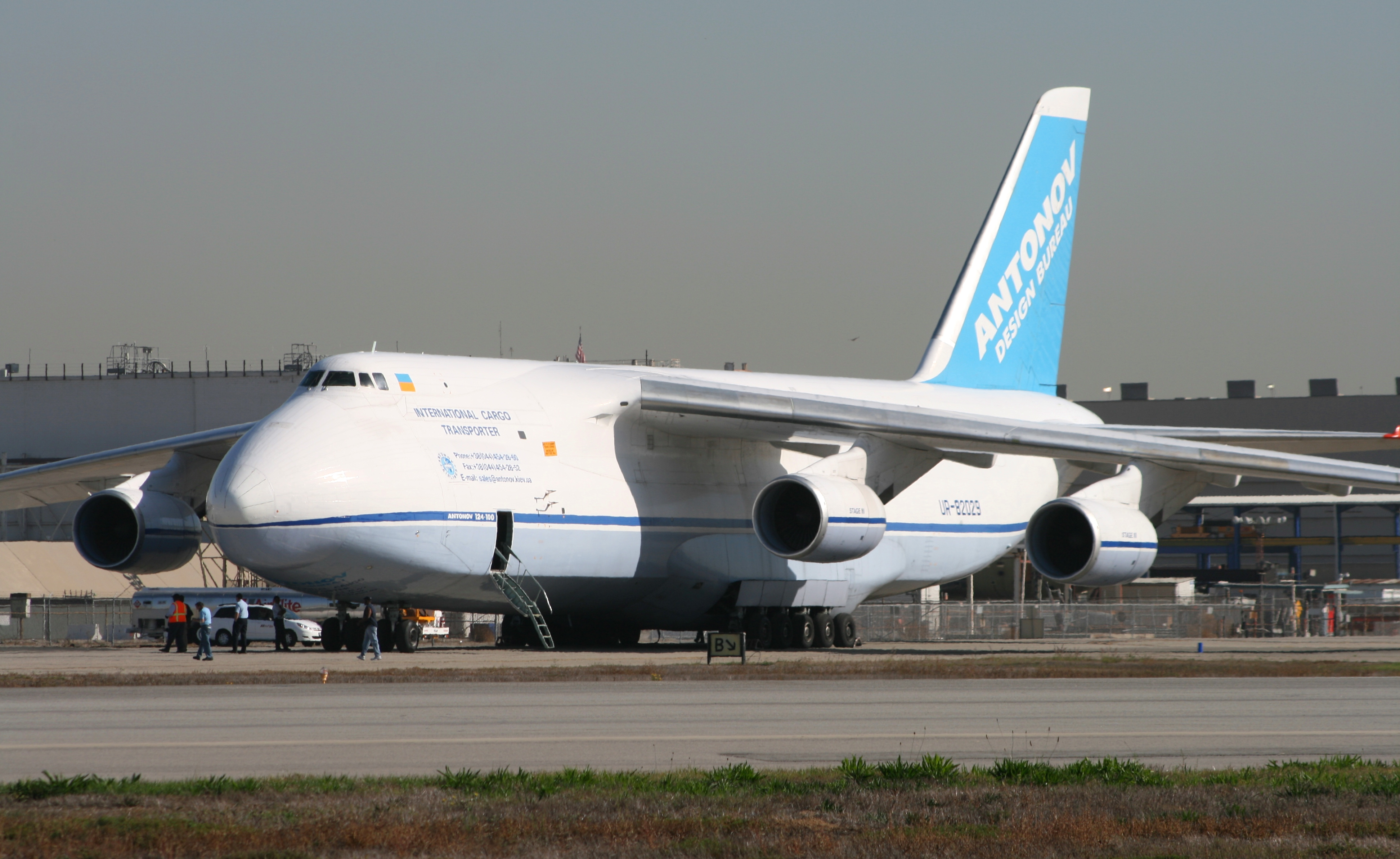
АН-124 «Руслан»

Проміжне вирішення стратегічних авіаперевезень (САЛІС) (англ. Strategic Airlift Interim Solution, SALIS) — міждержавний консорціум 18 країн, що використовує чартерні літаки Ан-124-100 для вантажів країн-членів Альянсу. Країни-члени НАТО об'єднали свої ресурси для оренди цих літаків, щоб швидко перевозити повітрям важке обладнання у будь-яку точку земної кулі. Багатонаціональний консорціум з авіаперевезень орендує шість літаків Ан-124 «Руслан».
Консорціум функціонує з 2004 року як проміжне рішення для заповнення дефіциту засобів стратегічних авіаперевезень у Європі на час очікування поставки нових літаків Аеробус A400M.

## Літаки
Багатонаціональний консорціум з авіаперевезень орендує шість літаків Ан-124-100, які здатні перевозити великогабаритні вантажі.
Польоти САЛІС почалися в лютому 2006 року, коли у зв'язку із землетрусом в Пакистані проводилась гуманітарна операція з ліквідації наслідків природного лиха. В рамках місій виконуються різні зобов'язання на підтримку військових і гуманітарних операцій.

## Історія
У червні 2004 року у Брюсселі відбулася зустріч країн НАТО. Учасники проекту САЛІС дійшли висновку щодо доцільності оренди «Русланів» як головних транспортних літаків для виконання стратегічних повітряних перевезень в інтересах 18 держав НАТО та ЄС (Бельгії, Великої Британії, Угорщини, Німеччини, Греції, Данії, Канади, Люксембургу, Нідерландів, Норвегії, Польщі, Португалії, Словаччини, Словенії, Фінляндії, Франції, Чехії та Швеції).
У жовтні 2004 року засновано компанію Ruslan SALIS GmbH, що об´єднала зусилля «Авіаліній Антонова» та «Волги-Днепр». Контракт між НАТО та Ruslan SALIS GmbH про фрахт літаків Ан-124-100 набув сили 23 січня 2006 року. Згідно з цим документом, два літаки Ан-124-100 (український та російський) повинні були постійно базуватися в аеропорту Лейпциг, знаходячись в абсолютній готовності до вильоту за першою ж вимогою. За необхідності партнери мають надавати ще 4 машини. У тому ж місті пізніше була організована спеціальна база для оперативного технічного обслуговування літаків.
Цей контракт неодноразово подовжували. Українсько-російська компанія одержувала перемогу у тендерах на виконання стратегічних авіаційних перевезень у 2006, 2012 та ведуться перемовини про продовження дворічного контракту після 2014 року.